# Leucauge lamperti
Leucauge lamperti là một loài nhện trong họ Tetragnathidae.
Loài này thuộc chi Leucauge. Leucauge lamperti được Embrik Strand miêu tả năm 1907.